# Albert Subirats
Pour l’article homonyme, voir Subirats.
 Albert Subirats Altes, né le 25 septembre 1986 à Valencia, Venezuela est un nageur vénézuélien, détenteur des records nationaux du 50 m et du 100 m nage libre, du 50 m et du 100 m dos, du 40 m et 100 m papillon et du 4 x 100 m nage libre.  Il a participé deux fois aux jeux olympiques. 

## Biographie
Albert Subirats Altes représente le Venezuela aux Jeux olympiques de 2004, à l’âge de 17 ans, dans le 200 m nage libre où il termine classé 38e, puis à ceux de au 2008 dans le 100 m nage libre et le 100 m papillon où il termine respectivement 22e et 11e, parvenant toutefois en demi-finale du 100 m papillon.

## Palmarès

### Championnats du monde
|       |                                        |                |         |               |           |
| place | Compétition                            | Épreuve        | Temps   | Lieu          | Date      |
| 4     | Championnats du monde de natation 2009 | 100 m papillon | 51 s 82 | Rome (Italie) | mars 2009 |

## Records

### Records nationaux
Albert Subirats Altes détient les records suivants du Venezuela :
| 50 m Libre           | 22 s 54       | Jeux Boliviens                           | Sucre (Bolivie)        | 17 novembre 2009 |
| 100 m Libre          | 48 s 97       | Jeux olympiques de 2008                  | Beijing (Chine)        | 12 août 2008     |
| 50 m Dos             | 25 s 86       | Jeux Boliviens                           | Sucre (Bolivie)        | 18 novembre 2009 |
| 100 m Dos            | 55 s 26       | Texas Grand Prix                         | Austin (EU)            | 5 mars 2009      |
| 50 m Papillon        | 23 s 05       | Championnats du monde de natation 2009   | Rome (Italie)          | 26 juillet 2009  |
| 100 m Papillon       | 50 s 65       | Championnats du monde de natation 2009   | Rome (Italie)          | 31 juillet 2009  |
| 4 x 100 m Nage libre | 3 min 17 s 79 | Championnats du monde de natation 2009   | Rome (Italie)          | 26 juillet 2009  |
| 4 x 100 m 4 nages    | 3 min 44 s 22 | Jeux d’Amérique centrale et des Caraïbes | Mayagüez (Puerto Rico) | 23 juillet 2010  |